# Gédéon Ouimet
Gédéon Ouimet (ur. 1823, zm. 1905) – kanadyjski polityk i prawnik, premier rządu Quebecu.
Ouitmet urodził się 2 czerwca 1823 w Sainte-Rose w okolicach Laval w farmerskiej rodzinie. Był 26. dzieckiem swego ojca. Po ukończeniu szkoły parafialnej, mimo że był raczej słabym uczniem, został wysłany do szkoły średniej Séminaire de Saint-Hyacinthe, a w 1837 Petit Séminaire de Montréal. Po ukończeniu szkół rozpoczął naukę prawa w biurze adwokackim swego starszego brata. W 1844 został licencjonowanym prawnikiem. Po przyjęciu do palestry rozpoczął praktykowanie prawa w mieście Saint-Michel-de-Vaudreuil, angażując się także w miejscowe życie społeczne. W latach 1852–1854 sprawował funkcję burmistrza miasta. Po 1854 przeniósł się do Montrealu gdzie wraz z Louis-Simeonem Morinem i Luois-Wilfridem Marchandem założył znane biuro prawnicze Ouimet, Morin et Marchand. Ouimet zajmował się także publicystyką prawniczą, pisząc do Lower Canada Jurist.
Wraz ze swoimi kolegiami z firmy Ouimet zaangażował się w politykę. Wstąpił do Partii Liberalno-Konserwatywnej i ze zmiennym szczęściem startował w wyborach do rady legislacyjnej. Punktem przełomowym w jego karierze politycznej był rok 1867. Bliski współpracownik Quimeta, Pierre-Joseph-Olivier Chauveau, który jako lider Konserwatywnej Partii Quebecu został pierwszym premierem prowincji Quebec, powołał go do rządu na stanowisko prokuratora generalnego. Z czasem pracując w cieniu swego promotora wyrósł na drugą osobę w partii. Nie było zatem niespodzianką, gdy po wycofaniu się z polityki Chauveau, właśnie Ouimetowi powierzono kierownictwo partii, co automatycznie dało mu stanowisko premiera prowincji. Jako premier kontynuował politykę swego poprzednika, która opierała się na zbalansowanym budżecie, popieraniu emigracji i kolonizacji oraz rozwoju sieci kolei żelaznych. W rok po objęciu urzędu zmuszony został do zrezygnowania ze stanowiska premiera w związku z korupcyjnym skandalem związanym z budową linii kolejowych. Pozostał czynnym politykiem do roku 1895, po czym ze względu na pogarszający się stan zdrowia przeszedł na emeryturę. Zmarł 23 kwietnia 1905. Został pochowany na cmentarzu Notre-Dame-des-Neiges w Montrealu.